# أولغا تشيخوفا

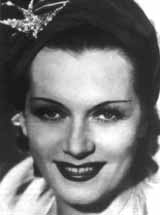

أولغا تشيخوفا (بالألمانية:Olga Konstantinovna Chekhova) (بالروسية:Ольга Константиновна Чехова) ، من مواليد 14 أبريل 1897 في أرمينيا، وتوفيت بتاريخ 9 مارس 1980 ، كانت ممثلة روسية عاشت في زمن الرايخ الثالث وقابلت الزعيم الألماني أدولف هتلر في أكثر من مناسبة.

## وصلات خارجية
- أولغا تشيخوفا على موقع IMDb (الإنجليزية)
- أولغا تشيخوفا على موقع مونزينجر (الألمانية)
- أولغا تشيخوفا على موقع ألو سيني (الفرنسية)
- أولغا تشيخوفا على موقع أول موفي (الإنجليزية)
- أولغا تشيخوفا على موقع قاعدة بيانات الأفلام السويدية (السويدية)
- أولغا تشيخوفا على موقع قاعدة بيانات الفيلم (الإنجليزية)
- أولغا تشيخوفا على موقع كينوبويسك (الروسية)
- تقرير أولغا تشيخوفا عبر موقع روسيا اليوم
- (بالروسية) Biography and photos
- Photographs and bibliography
- Booknotes interview with Antony Beevor on The Mystery Of Olga Chekhova, October 24, 2004.